# Aditya Birla Group
Aditya Birla Group est un conglomérat indien, basé à Bombay.

## Production
Le groupe est désormais un conglomérat, présent dans divers secteurs, notamment les secteurs de l'aluminium, du cuivre, du ciment, de la chimie, de la finance, des télécommunications et la production de fil de viscose,. Il possède ainsi Hindalco Industries, Idea Cellular  ou encore Grasim Industries.

## Histoire
Ce groupe est fondé par Seth Shiv Narayan Birla (1840–1909) en 1857. Seth Shiv Narayan Birla est originaire du Shekhawati, une région du désert du Rajasthan, au nord-ouest de l'Inde. Il a déjà constitué une petite fortune dans le coton et les mines d’argent lorsqu'il crée ce groupe. Shiv Narayan Birla et son fils adoptif, Baldeo Das Birla, ont également fait fortune par le commerce de l'opium avec la Chine
Ces descendants, la famille indienne Birla, a su aussi comprendre les évolutions historiques en cours et se positionner pendant la décolonisation. Ainsi, cette famille a hébergé, dans une villa que la famille avait construite dans les années 1920 à New Delhi, le mahatma Gandhi, lorsque celui-ci séjournait dans la capitale. C’est dans ce lieu que Gandhie passa ses dernières heures avant d’être assassiné, en janvier 1948. Quelques années plus tard, Jawaharlal Nehru convainc la famille Birla de vendre la demeure à l’État pour en faire un musée.
En 2020, le groupe, devenu un conglomérat, est présent dans plus de 25 pays dont l'Inde bien sûr, l'Allemagne, le Royaume-Uni, le Brésil, l'Italie, la Hongrie, les États-Unis, le Canada, la France, l'Australie, l'Égypte, le Luxembourg, les Philippines, les Émirats arabes unis, la Suisse, Singapour, la Birmanie, la Chine, la Thaïlande, le Laos, le Bangladesh, l'Indonésie, la Malaisie, le Bahreïn, le Vietnam et la Corée du Sud. En 2022, il est signalé que l'entreprise investit 2,5 milliards de dollars US dans une usine d'aluminium en Alabama. En octobre 2022, Forbes indique que le groupe compte désormais 30 878 employés, un membre de la famille Birla, Kumar Mangalam Birla, étant toujours en poste en tant que président,.